# Диаскоп
Диаско́п (от греч. δiα-сквозь и ςκοπεο-смотрю) — оптический прибор для просмотра прозрачных диапозитивов на просвет. Конструкция диаскопа и наличие окуляра позволяет наблюдать увеличенное изображение небольшого по размеру (чаще всего малоформатного) диапозитива без напряжения зрения. Наиболее распространённая конструкция диаскопа снабжена молочным светорассеивателем, обеспечивающим равномерную подсветку слайда внешним источником света, например окном или светильником. Более дорогие модели снабжались встроенной лампой накаливания (как у ручного фонаря) с питанием от батареек.

## Сферы применения
В настоящее время (2019 год) диаскопы вышли из широкого употребления, поскольку диапозитивы практически исчезли из обихода, уступив место цифровым технологиям отображения информации. Однако, во времена господства плёночной фотографии устройство было распространено, как наиболее дешёвый способ рассматривания слайдов. По сравнению с диапроектором, требующим затемнения помещения и наличия источника электропитания, диаскоп давал возможность быстро просмотреть нужный слайд без какой-либо подготовки. При этом, просмотр мог быть только индивидуальным, тогда как изображение на экране, даваемое диапроектором, позволяло показывать слайд целой аудитории. 
- Диаскоп «Ленинград»
- Диаскоп «Hama» с встроенной подсветкой
- Сувенирный неразборный диаскоп сферической формы
- Диаскоп с лупой и подсветкой от батарейки
- Диаскоп для стереоскопических слайдов

Большое распространение, особенно на южных курортах СССР, получили диаскопы, выполненные как разновидность сувенира. В продаже были диаскопы, выполненные в форме ракушки, ракеты или беседки с установленным внутрь цветным видовым слайдом, изображающим местные достопримечательности. Многие фотоателье предоставляли услугу, монтируя в такой же диаскоп слайд с портретом заказчика или всей его семьи. Такая же услуга предлагалась выпускникам школ, новобрачным, молодым родителям при регистрации новорождённого в ЗАГСе и так далее.

## Стереоскоп
Диаскоп, предназначенный для рассматривания стереоскопических диапозитивов, называется стереоскопом и снабжён двумя окулярами. Расстояние между окулярами примерно соответствует расстоянию между зрачками взрослого человека, и через каждый из них видна своя часть стереопары. Стереоскоп для рассматривания непрозрачных стереопар (двойной эпископ) изобретён в 1849 году Дэвидом Брюстером и до конца XIX века стал одним из наиболее распространённых семейных развлечений. Учитывая тематический охват и возможность посмотреть виды любых самых далеких стран и достопримечательностей, можно утверждать, что в XIX столетии стереофотография выполняла те же функции, которые позднее стали присущи телевидению.
Вторая волна популярности устройства связана с распространением цветных обращаемых фотоплёнок в конце 1930-х годов. Стереоскопы для слайдов уже были построены по принципу диаскопа, позволяя наблюдать изображение на просвет. Конструктивно стереоскопический диаскоп состоит из двух простых диаскопов с общим корпусом. Кроме самостоятельно изготовленных стереопар, с помощью стереоскопов рассматривали промышленно изготовленные тиражные стереопары различного содержания, от видовых до эротических. В СССР такие устройства производства ГДР продавались под названием «Стереомат» в качестве детских игрушек и снабжались комплектом стереослайдов объёмных кукольных сцен по мотивам сказок. Слайды попарно монтировались в картонные рамки, содержащие несколько стереопар.